# Camila Vallejo

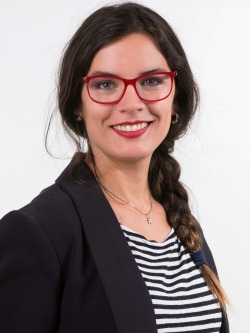
Camila Vallejo (2018)

Camila Antonia Amaranta Vallejo Dowling [kaˈmila anˈtonja amaˈɾanta βaˈʝexo ˈdaʊlɪŋ] (* 28. April 1988 in Santiago) ist eine chilenische Politikerin (PC) und seit November 2013 Mitglied im Unterhaus des chilenischen Nationalkongresses. Seit Januar 2022 ist sie Regierungssprecherin im Kabinett Boric.
Sie war Anführerin der Studentenbewegung in Chile und Geographie-Studentin an der Fakultät für Architektur und Urbanistik der Universidad de Chile (deutsch: Universität von Chile). Sie ist Mitglied des Zentralkomitees der Juventudes Comunistas de Chile (Jugendverband der Partido Comunista de Chile).
Camila Vallejo war 2010 und 2011 die Präsidentin der Federación de Estudiantes de la Universidad de Chile (kurz FECh, Studentenvereinigung der Universität von Chile). Sie war auch eine der Sprecherinnen der Confederación de Estudiantes de Chile (kurz Confech, Verband der Studierenden der traditionellen Universitäten Chiles) während der Studentenproteste 2011. 

## Früheres Leben
Camila Vallejo ist Tochter von Reinaldo Vallejo und Mariela Dowling. Beide waren in den 1970er Jahren Mitglieder der Kommunistischen Partei Chiles.
Camila Vallejo wuchs in Macul und La Florida auf, beides Stadtteile von Santiago de Chile, und besuchte das Colegio Raimapu, eine Privatschule in La Florida. 2006 schrieb sie sich an der Universidad de Chile im Studienfach Geographie ein. Im Jahr 2007 wurde sie Mitglied im Jugendverband der Kommunistischen Partei Chiles. 2008 wurde sie Ratgeber des FECh, der sie von November 2010 bis November 2011 als Präsidentin vorstand. Sie war damit die zweite Frau in diesem Amt nach Marisol Prado (1997–1998).
Im Jahr 2011 erregte Vallejo öffentliches Interesse als eine Sprecherin und Anführerin der chilenischen Studentenproteste (zusammen mit Giorgio Jackson, der Studentenführer der Studentenvereinigung der Päpstlichen Katholischen Universität von Chile, und Camilo Ballesteros, der Studentenführer der Studentenvereinigung der Universidad de Santiago de Chile). Von einigen Medien wurde Vallejo bereits als die Gegenspielerin zu Chiles Präsident Sebastián Piñera aufgebaut. Die britische Zeitung The Guardian befand, dass seit Subcomandante Marcos kein Rebellenführer Lateinamerika so bezaubert habe wie Vallejo.
Im August 2011 stellte der Oberste Gerichtshof Chiles (Corte Suprema de Justicia) Vallejo wegen Todesdrohungen gegen ihre Person unter Polizeischutz.
Von 2011 bis 2016 war sie mit Julio César Sarmiento Machado, einem kubanischen Arzt, Ex-Präsidenten des chilenischen Studentenverbandes FECh sowie leitendem Mitglied der Kommunistischen Jugend Chiles  liiert. Aus dieser Beziehung ging eine 2013 geborene gemeinsame Tochter hervor.
Vallejo beendete im Juli 2013 ihr Studium mit Auszeichnung (distinción máxima).

## Studentenwahlen 2011

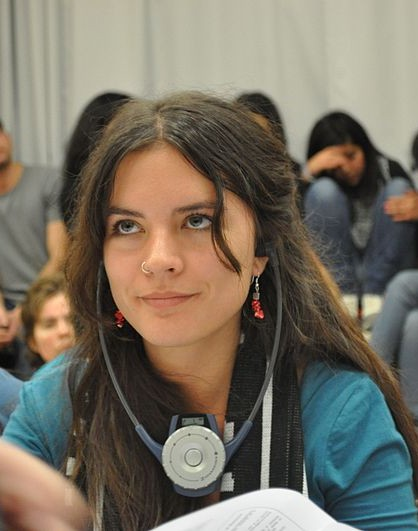
Camila Vallejo (2012)

Ende 2011 unterlag sie bei den Studentenwahlen dem radikaleren Gegenkandidaten Gabriel Boric mit der knappen Differenz von 189 Listenstimmen. Bei den Wahlen der FECh kann jeder Student seine Stimme an einen Kandidaten (persönliche Stimme) oder an eine Liste (Listenstimme) vergeben. Camila Vallejo erhielt 1868 persönliche Stimmen, das sind 550 mehr als die 1318 Stimmen für Gabriel Boric. Für das Amt des Präsidenten sind nur die Listenstimmen ausschlaggebend. Camila Vallejo wurde für die Amtsperiode von Dezember 2011 bis November 2012 zur Vizepräsidentin gewählt.

## Sprecherin der Confech
Neben ihrem Amt als Vorsitzende der Studentenvereinigung der Universität Chile ist Camila Vallejo auch eine der Sprecherinnen (Vocera de la Confech) der Confederacíon de Estudiantes de Chile (Confech), einer Dachorganisation aller Studierenden der Universitäten, die über eine von Studenten gewählte Studentenvertretung verfügen. Die Organisation wird von den Sprechern geleitet und ist eine der führenden Kräfte bei den Schüler- und Studentenprotesten in Chile 2011–2012.

## Wahl zum Abgeordnetenhaus 2013
Im November 2013 wurde Vallejo bei den chilenischen Parlamentswahlen als Abgeordnete ins Parlament gewählt.

## Popularität
Laut der Umfrage einer privaten, gemeinnützigen Organisation von Anfang Oktober 2011 ist Camila Vallejo die chilenische Frau, die am meisten von chilenischen Jugendlichen bewundert wird. In einer Umfrage, die von Radio Cooperativa und der Universidad Técnica Federico Santa María Anfang Dezember durchgeführt wurde, wurde Camila Vallejo in Chile zur Person des Jahres 2011 gewählt.
Das US-amerikanische Magazin Time führte Camila Vallejo in der Liste der wichtigsten Persönlichkeiten des Jahres 2011. Die Leser des britischen Guardian wählten Camila Vallejo zur Person des Jahres 2011. Laut der spanischen Zeitung El País stand Vallejo auf der Liste der 100 iberoamerikanischen Persönlichkeiten des Jahres 2011. Sie wird als die Gladys Marín des 21. Jahrhunderts gehandelt, die eine bekannte kommunistischen Politikerin und Generalsekretärin der KP Chiles war.
Im August 2013 veröffentlichte der US-amerikanische Musiker Conor Oberst mit seiner Emocore-Band Desaparecidos eine Hommage an Camila Vallejo unter dem Titel Te Amo Camila Vallejo.

## Kritik
Camila Vallejo wurde aufgrund ihrer Kuba-Reise zum Welttreffen der kommunistischen Jugend Anfang April 2012 kritisiert. Dort traf sie Fidel Castro und lobte die kommunistische Herrschaft auf der Insel, weigerte sich aber, Dissidenten zu treffen. Nach dem Besuch bei Fidel Castro sagte sie wörtlich: Was Fidel Castro zu uns sagt, reflektiert und vorgibt, ist für uns eine Wegbeschreibung. Kritik erhielt sie von in Kuba lebenden Dissidenten und Exilkubanern, aber auch von der chilenischen Opposition.